# Центральне конструкторське бюро «Ізумруд»

Центральне конструкторське бюро «Ізумруд» — здійснює проектування морських транспортних, допоміжних, науково-дослідних та інших судів, кораблів, доків та інших плавучих споруд усіх класів і призначень.

## Історія
Засноване в 1958 році у відповідь на гостру потребу в проектуванні і будівництві великої кількості допоміжних суден та технічного флоту судів, ДП Центральне конструкторське бюро Ізумруд, майже відразу ж стало однією з провідних компаній у цій сфері, і займає свою нішу - суднобудування з широким використанням залізобетону.
За більш ніж 50 років професійної діяльності, фахівці «Ізумруду» створили близько 60 проектів для суден, доків, причалів та інших плавучих споруд. Ґрунтуючись на їх конструкціях, були побудовані і успішно експлуатуються в усьому світі більше 200 одиниць флоту та інші об'єкти. Підприємство накопичило величезний досвід у проектуванні та підготовці конструкторської та технологічної документації для транспортних кораблів, нафтових танкерів, науково-дослідних суден, плавучих судноремонтних та передаточних доків, плавучих понтонних причалів, а також їх функціональних систем і механізмів.
Підприємство освоїло дизайн плавучих конструкцій із залізобетонними понтонними фондами для потреб малого та середнього бізнесу: готелів, офісів, дач, ресторанів, заправних станцій і т.д.